# Vlkanová
Vlkanová (in tedesco Wolfsdorf, in ungherese Farkaspetőfalva) è un comune della Slovacchia facente parte del distretto di Banská Bystrica, nella regione omonima.

## Storia
Il villaggio è citato per la prima volta nel 1511.
Del comune di Vlkanová fa parte la frazione di Dolná Petová (in tedesco Pettelsdorf , in ungherese Petőfalva).